# Boitzenburg

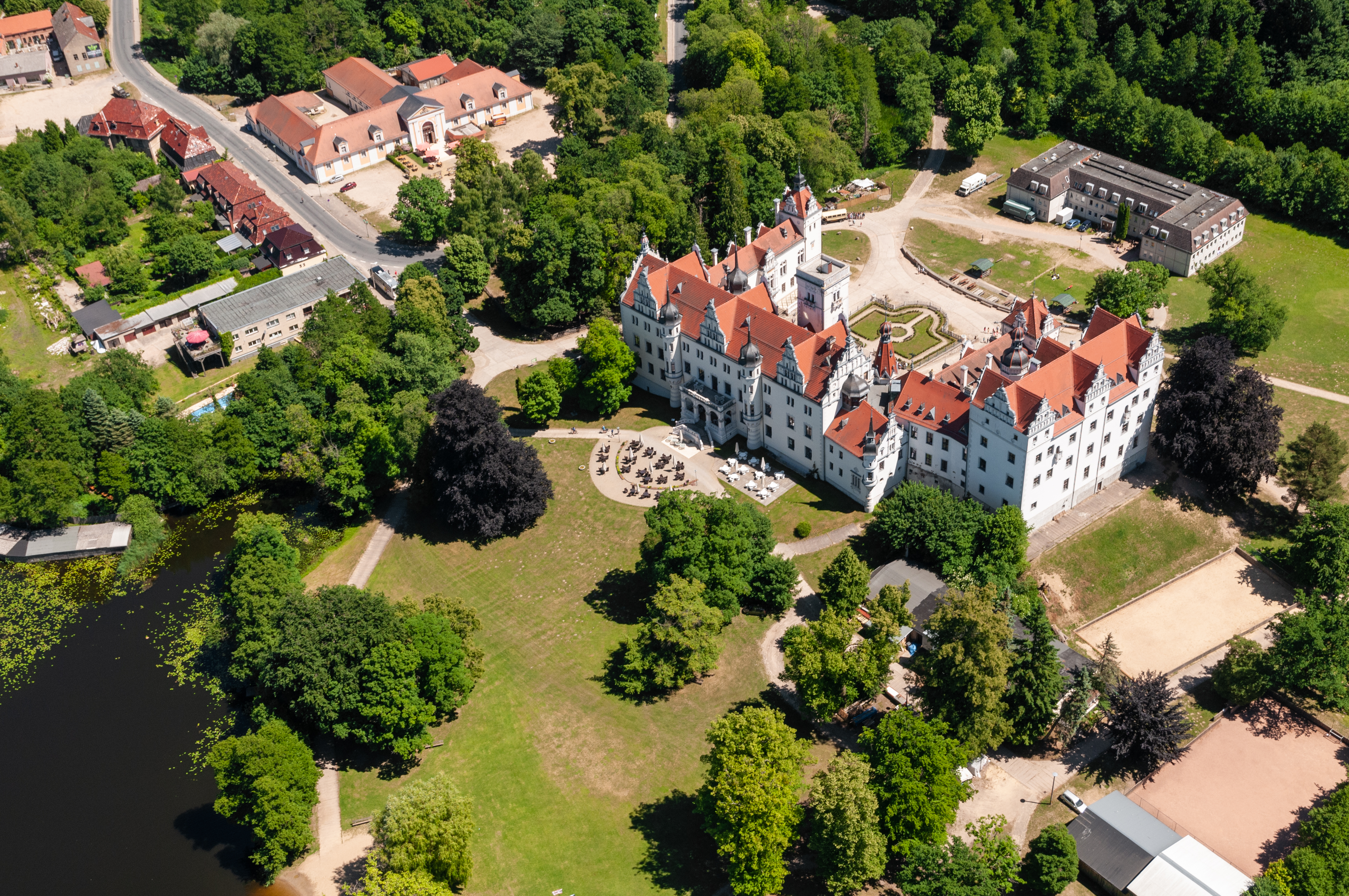
Widok zamku od zachodu

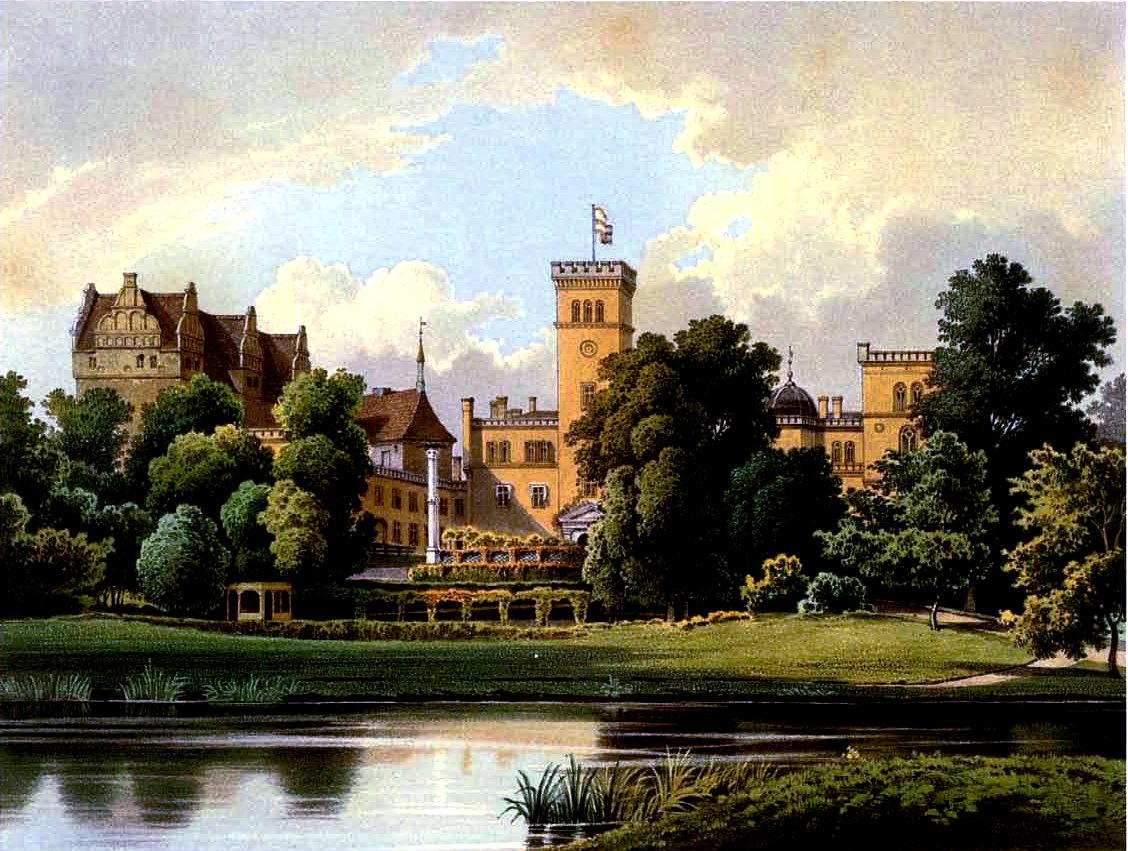
Zamek w XIX wieku

Boitzenburg – zamek w Boitzenburger Land w Niemczech, w kraju związkowym Brandenburgia, powstały w XIII w., wielokrotnie przebudowywany, ostatecznie w stylu neorenesansowym; od XVI do XX wieku siedziba arystokratycznego rodu Arnimów.

## Historia
Data i okoliczności powstania zamku nie są znane. W 1271 pojawia się w źródłach Gerhard Boyceneburch, który mógł być pierwszym jego właścicielem. Pierwsza wzmianka o samej budowli pochodzi z 1276 i znajduje się w nadaniu zamku na rzecz Dietricha z Kerkov przez margrabiów brandenburskich, Jana II, Ottona IV i Konrada. W późniejszych latach zamek wielokrotnie zmieniał właścicieli. M.in. w 1352 Boitzenburg jako wiano córki hrabiego Schwerinu Ottona znalazł się w rękach syna księcia meklemburskiego Albrechta III, a w 1398 został odebrany książętom meklemburskim przez margrabiego Wilhelma Jednookiego. W 1528 drogą zamiany z margrabiami brandenburskimi przeszedł na własność rodu Arnimów, którego przedstawiciele już we wcześniejszym stuleciu rezydowali tu często jako landwójtowie. Zamek stał się rezydencją jednej z linii tego rodu i centrum rosnącego odtąd do bardzo dużych rozmiarów majątku. Pozostawał w rękach Arnimów aż do 1945.
Już w pierwszych latach po przejęciu przez Arnimów w 1528 zamek został przebudowany w stylu renesansowym, z charakterystycznymi, zachowanymi do dziś mansardami. Utworzony został w ten sposób „dom górny” (Oberhaus), złożony z dwóch mieszkalnych skrzydeł, stanowiący prawdopodobnie całkiem nową budowlę (pozostałości średniowiecznego zamku wodnego można dopatrywać się w zabudowaniach przylegających do niego od południowego wschodu). Pod koniec XVI w. rozpoczęto przebudowę obiektu obejmującą przede wszystkim tzw. „dom dolny” (Unterhaus). Podczas wojny trzydziestoletniej zamek został kilkakrotnie splądrowany.
Na początku XVIII w. właścicielem zamku został Georg Dietloff von Arnim-Boitzenburg. W latach 30. XVIII w. przeprowadził on przebudowę zdewastowanego obiektu. Objęła ona przede wszystkim zabudowania „domu dolnego”, które m.in. otrzymały dachy mansardowe, zmieniono zwieńczenie wieży i dobudowano do zamku nowe skrzydło dopełniając istniejące do dzisiaj trójskrzydłowe założenie. Założono wówczas także barokowy ogród.
Kolejne prace przy zamku podjął wnuk Georga Dietloffa, Friedrich Wilhelm von Arnim. Usunął on z podzamcza zabudowania gospodarcze i zburzył otaczający go mur. Powstały w ten sposób teren zaczął przekształcać w park w stylu angielskim, pozostawiwszy tylko fragment starszego ogrodu barokowego. Prace te kontynuował wnuk Friedricha Wilhelma, Adolf Heinrich von Arnim-Boitzenburg, który zlecił w 1838 rozszerzenie i przeprojektowanie parku znanemu architektowi krajobrazu Peterowi Josephowi Lenné. Także staraniem Adolfa Heinricha w latach 1838–1842 rozbudowano sam zamek: pod kierownictwem Friedricha Augusta Stülera dodano nowe piętro do „domu dolnego” w stylu neogotyckim.
Za czasów syna Adolfa Heinricha, Adolfa, w latach 1881–1884 obiekt został przebudowany w stylu neorenesansowym pod kierownictwem Karla Dofleina. W otaczającym zamek parku wzniesiono wówczas mauzoleum członków rodu.
Arnimowie utracili swój majątek w 1945. Ich wielka biblioteka została wywieziona do Moskwy i jest uważana w większości za utraconą. W 1949 spłonął dach „domu dolnego”. Zamek początkowo wykorzystywano w celach socjalnych (m.in. mieszkali tu przesiedleńcy). Po 1960 stał się ośrodkiem wypoczynkowym armii NRD i dokonano w nim pewnych zmian. Po upadku NRD przez pewien czas stał nieużywany. W 1998 został zakupiony przez Olivera Erbachera w celu restauracji i utworzenia tu ośrodka wypoczynkowego dla dzieci i młodzieży. Przedsięwzięcie zakończyło się upadłością powołanej w celu jego przeprowadzenia spółki w 2004 – okazało się, że inwestor nie tylko nie wyłożył własnego kapitału na prace w zamku, ale także sprzeniewierzył dużą część środków publicznych przekazanych mu w tym celu. Mimo to obiekt został odnowiony i uruchomiono w nim hotel.